# Richard Landström
Richard Landström (alias Xizt), född 22 februari 1991, är en svensk tidigare Counter-Strike och Counter-Strike: Global Offensive-spelare och nuvarande tränare i laget Ninjas in Pyjamas. Landström representerade Ninjas in Pyjamas som spelare under större delen av sin karriär, där han bland annat vann en Major.

## Spelarkarriär

### Counter-Strike 1.6
Richard Landström är uppvuxen i Umeå, Västerbottens län och visade redan tidigt sitt intresse för TV och datorspel. Vid 11 års ålder prövade han Counter-Strike för första gången, med uppmaning från sina äldre bröder.
Efter flera års träning gick han med i klanen ChiLi. Därefter blev han värvad till den brittiska organisationen H2k-Gaming där han fick sitt stora genombrott som spelare, då han lyckades vinna både SM och kvala sig in till ESWC i Paris, Frankrike. Laget H2k kom senare till att splittras och förnyas under namnet Lions, där Landström skulle ha en stor betydande roll. Efter bara fyra månader i Lions blev han upplockad av Fnatic. Under Landströms tid i laget vann han IEM V European Championship Finals i Kiev, Ukraina samt IEM VI Global Challenge i Guangzhou, Kina. Landströms sista turnering i Counter-Strike 1.6 var MSI BEAT IT på DreamHack Winter 2011. Under sin tid i Fnatic hade Landström rollen som in-game-ledare (taktiker).

### Counter-Strike: Global Offensive
I samband med att Counter-Strike: Global Offensive släpptes 2012 signerade Landström tillsammans med Christopher "GeT_RiGhT" Alesund, Adam "Friberg" Friberg, Patrik "f0rest" Lindberg & Robin "Fifflaren" Johansson till organisationen Ninjas in Pyjamas (NiP). Ninjas in Pyjamas vann kort därpå 87 raka kartor på LAN, vilket än idag (mars 2023) är rekord. Under sin tid i Ninjas in Pyjamas kom Landström att spela fem Major finaler och vinna en av dessa, ESL One Cologne 2014.
I februari 2018 meddelade Ninjas in Pyjamas att de hade bänkat Landström efter cirka 6 års aktivt spelande. Därefter valde NiP att släppa Landström från organisationen. Efter två månaders inaktivitet, värvades Landström av FaZe Clan som tillfällig ersättare för Olof "Olofmeister" Kajbjer som inte var spelduglig av personliga skäl. I maj 2018 värvades Landström av Fnatic, som han tidigare representerat under Counter-Strike 1.6. I augusti 2019 bänkades Landström av Fnatic, och han lämnade sedan organisationen för att återförenas med Christopher "GeT_RiGhT" Alesund, Patrik "f0rest" Lindberg och Adam "Friberg" Friberg i Dignitas. Landström bänkades sedan i september 2020 och samma månad meddelade han att han avslutade sin professionella Counter-Strike-karriär.

### Tränarkarriär
I oktober 2020 värvades Landström till Heroic i rollen som analytiker och tränare på temporär basis inför Major-turneringen i Stockholm. Landström och Heroic förlängde först i mars 2022 och sedan återigen i januari 2023, dåmera endast som tränare.  Under Landströms tid som tränare i Heroic har laget bland annat vunnit BLAST Premier Fall Final 2022 och vunnit silver under IEM Rio Major 2022.